# José María Domingo-Arnau
José María de Domingo-Arnau y Rovira (Málaga, 17 de agosto de 1929-Madrid, 23 de diciembre de 2006) fue un abogado, historiador y escritor español.

## Biografía
Nació en una familia implicada desde el principio en la causa carlista. Era biznieto de José Domingo Arnau, general de Caballería durante la Primera Guerra Carlista, que estaba a su vez emparentado con Ramón Cabrera.
En 1958 fue fundador del Círculo Cultural Juan Vázquez de Mella, creado como sede pseudo-oficial de la Comunión Tradicionalista, y ejerció como secretario general del mismo.
Domingo-Arnau fue el principal intelectual de la Hermandad Nacional Monárquica del Maestrazgo, fundada y dirigida en 1961 por Ramón Forcadell Prats, organización en un principio defensora de los derechos a la corona de la familia Borbón Parma, pero que en 1969 reconocería el nombramiento de Juan Carlos de Borbón como futuro rey de España. Domingo-Arnau fue su presidente provincial en Madrid, más adelante fue miembro de su Comisión Nacional Permanente y finalmente desempeñaría el cargo de vicepresidente nacional.
En 1963 constituyó, junto con el profesor universitario Francisco Elías de Tejada, el Centro de Estudios Históricos y Políticos General Zumalacárregui, del que fue secretario general. Participó en la organización del I y II Congreso de Estudios Tradicionalistas organizadas por dicho centro, que se celebraron en 1964 y 1968 respectivamente.
Fue columnista habitual del periódico carlista El Pensamiento Navarro, en el que publicó numerosos artículos sobre doctrina tradicionalista, y colaborador asiduo en la revista Maestrazgo, órgano de la Hermandad Nacional del Maestrazgo, en la que destacaron sus artículos sobre la historia del carlismo. A principios del siglo XXI colaboró también con la Hermandad Tradicionalista Carlos VII de Buenos Aires, con numerosos artículos de su autoría, entre los que destacó uno dedicado al Congreso antimasónico de Trento de 1896.
Abogado de prestigio, fue académico correspondiente de la Real Academia de Jurisprudencia y Legislación de Madrid. También perteneció a la Real Academia de Bellas Artes de San Carlos de Valencia, a la Pontificia Academia Tiberina de Roma y a la Academia Culturale d'Europa. A principios de la década de 1980 era vicepresidente ejecutivo de la Asociación Cultural y Económica España-Arabia y en 2004 presidía la Junta de Gobierno de la Asociación Cultural "Cristóbal Colón".
Su obra El Conde Arnau. Mito y leyenda de Cataluña (2004) fue galardonada por el Ministerio de Cultura de España. En este ensayo sobre la figura mítica del Conde Arnau, estudió las circunstancias históricas medievales de este noble catalán, así como su proyección a partir de la llamada Renaixença en la literatura catalana con las obras de Joan Maragall y Josep Maria de Sagarra.
Falleció en Madrid el 23 de diciembre de 2006. Estuvo casado con Silvia de Castro Herranz.

## Obras
- La Primera Representación Heráldica de América en Comunicaciones y Conclusiones del III Congreso Internacional de Genealogía y Heráldica (1955)
- Alejandro Magno (1959)
- La Iglesia y la masonería: una lucha que no cesa (1982)
- Operación Maestrazgo (1998)
- El Conde Arnau: Mito y leyenda de Cataluña (2004)